# Eisenbahnen im Sauerland
Der Bau von Eisenbahnen im Sauerland begann 1859 mit der Ruhr-Sieg-Strecke. Dadurch wurden Teile des heutigen Märkischen Kreises und des Kreises Olpe für den Bahnverkehr erschlossen. Davon abzweigende Bahnen wie die Bahnstrecke Finnentrop–Freudenberg (1874) oder die Volmetalbahn vergrößerten das Netz. Das Gebiet des heutigen Hochsauerlandkreises wurde durch die Obere Ruhrtalbahn erreicht. Verschiedene staatliche und private Neben- und Kleinbahnen wurden im Wesentlichen bis zum Beginn des Ersten Weltkrieges gebaut und erschlossen auch abgelegene Gebiete. In den letzten Jahrzehnten wurden zahlreiche Strecken stillgelegt. Mit der Reaktivierung des Bahnhofs Brilon Stadt und konkreten Planungen für die Reaktivierung der Bahnstrecke Neheim-Hüsten–Sundern 2011 deutete sich eine neue Entwicklung an. Seit Dezember 2021 wird durch die Intercity-Linie 34 über die Ruhr-Sieg-Strecke die Region wieder in Schienenpersonenfernverkehr angebunden.

## Bergisch-Märkische Eisenbahn-Gesellschaft

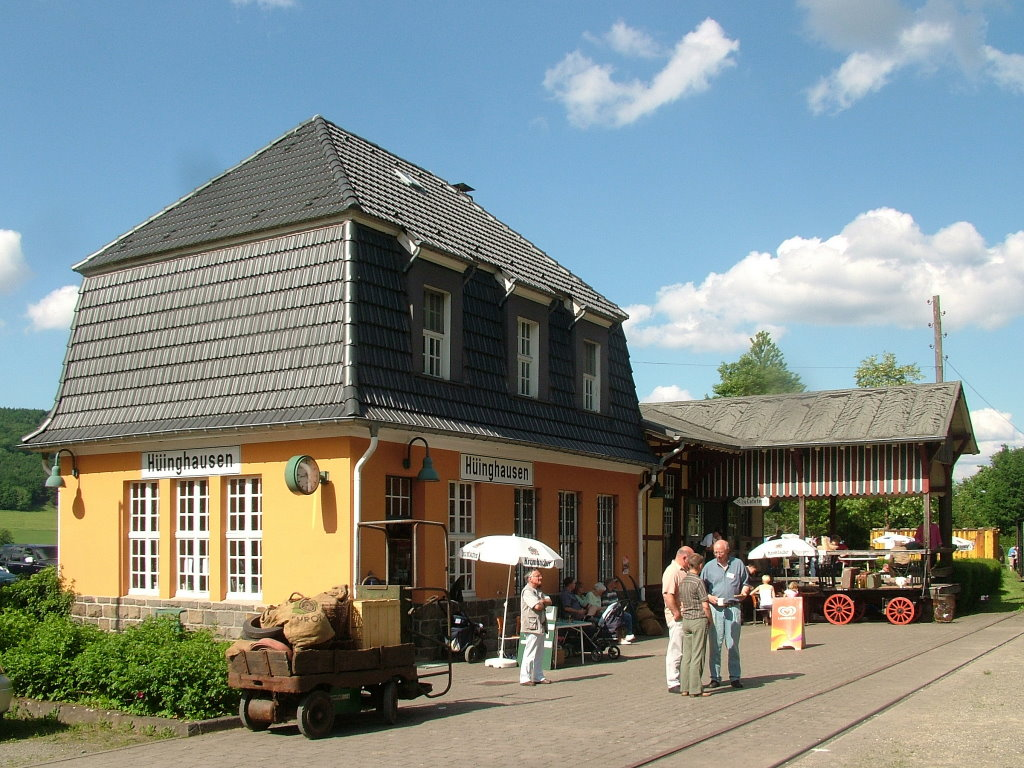
Bahnhof Hüinghausen

Das Sauerland wurde trotz der bis 1833 zurückreichenden Planungen erst relativ spät vom Eisenbahnverkehr erschlossen. Entscheidende Bedeutung für diese Entwicklung kommt der 1843 gegründeten Bergisch-Märkischen Eisenbahn-Gesellschaft (BME) zu. Dieses Unternehmen war im 19. Jahrhundert die zweitgrößte (nominell private) Eisenbahngesellschaft im Königreich Preußen und darüber hinaus in Deutschland. Es schuf in rund zwei Jahrzehnten den Kern des Schienennetzes, wie es bis heute im Sauerland noch besteht.
Den Anfang machte im Jahre 1859 die Ruhr-Sieg-Strecke von Hagen, das schon seit 1848 an den Eisenbahnverkehr angeschlossen war, bis nach Letmathe bei Iserlohn.
Diese Bahnlinie, von der 1864 in Letmathe die „Iserlohner Bahn“ nach Iserlohn – damals „eine der bedeutendsten Fabrikstädte Westphalens“ () – abzweigte, erreichte im Lennetal weiter aufwärts 1860 Altena. Im Jahre 1861 wurde von dort der Hauptanteil der Ruhr-Sieg-Strecke über Werdohl, Plettenberg, Finnentrop und Altenhundem bis zum Endpunkt in Siegen vollendet.
Von Finnentrop aus wurde das Biggetal durch die Bahnstrecke Finnentrop–Freudenberg 1874 bis Attendorn und 1875 bis zur Kreisstadt Olpe erschlossen. Ab 1880 war Rothemühle im Süden des Kreises Endpunkt dieser Bahn.
Die Industriestadt Lüdenscheid wurde 1874 ebenfalls von Hagen durch die Volmetalbahn erschlossen, die zunächst Brügge, dann 1880 über eine Zweigstrecke die auf der Höhe liegende ehemalige Beistadt der Hanse erreichte.
In den siebziger Jahren des 19. Jahrhunderts erschloss die BME auch den Norden des Sauerlandes durch die Obere Ruhrtalbahn. Von Schwerte her führte der Schienenstrang 1870 bis zur Bezirkshauptstadt Arnsberg mit einer 1872 eröffneten Zweigbahn von Fröndenberg nach Menden. Entlang der Ruhr konnten die Eisenbahnzüge 1871 bis zur Kreisstadt Meschede fahren, 1872 bis Bestwig und im Jahr 1873 jenseits des Gebirgszuges im Diemeltal abwärts über Marsberg weiter in Richtung Warburg.
Die letzte Bahnstrecke im Sauerland, die noch von der BME geplant worden war, wurde 1882 von Menden bis Hemer in Betrieb genommen und 1885 über den neu errichteten Iserlohner Ostbahnhof bis Iserlohn weitergeführt.
Als die preußische Verkehrspolitik die Verstaatlichung der großen Privatbahngesellschaften betrieb, konnte auch die BME nicht mehr länger selbstständig bleiben. Mit Beginn des Jahres 1882 übergab sie die Betriebsführung an die Preußische Staatsbahn, die am 1. Januar 1886 auch Eigentümer wurde. Die Strecken unterstanden nunmehr der Eisenbahndirektion in Elberfeld.

## Staatliche Nebenbahnen

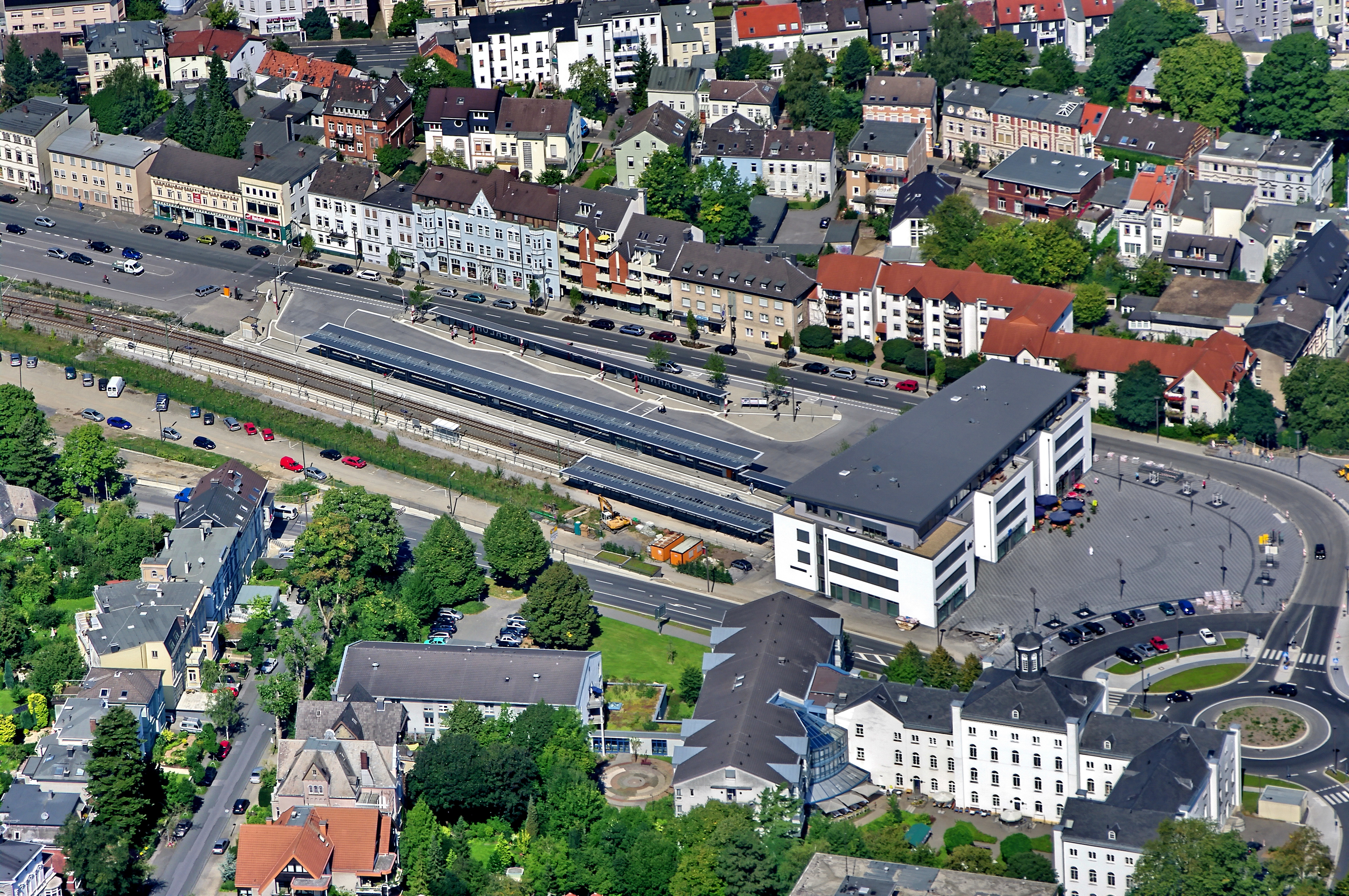
Stadtbahnhof Iserlohn

Den Anfang machte die in Altenhundem von der Ruhr-Sieg-Strecke abzweigende Bahn über Schmallenberg nach Fredeburg, die zwischen 1886 und 1889 dem Verkehr übergeben wurde. In den Jahren 1891/92 verlängerte man die Volmetalbahn von Brügge über Meinerzhagen in Richtung Marienheide und Gummersbach.
Nach einer Pause im Bahnbau verdichtete die Preußische Staatsbahn in der Zeit von der Jahrhundertwende bis zum Ersten Weltkrieg das Schienennetz im Sauerland durch folgende Querverbindungen:
1900/01 wurde vom Bahnhof Brilon Wald im Hoppecketal die sieben Kilometer entfernte Stadt Brilon angeschlossen und eine Verbindung zur Almetalbahn, welche über Büren nach Paderborn führte, hergestellt.
1902–1908 folgte die Querverbindung von Nuttlar an der Oberen Ruhrtalbahn nach Winterberg und weiter ins hessische Edertal.
1903 erhielt Olpe eine Verbindung nach Westen über Drolshagen nach Bergneustadt.
1907 wurde die Strecke Olpe–Rothemühle nach Süden in Richtung Freudenberg und Betzdorf verlängert.
1910 erhielt Iserlohn eine dritte Bahnlinie, nämlich von Dortmund über Schwerte; ferner wurde Oberbrügge über Halver und Anschlag, wo es eine Abzweigung nach Radevormwald gab, mit Wipperfürth verbunden.
1911 wurden Obere Ruhrtalbahn und Ruhr-Sieg-Strecke durch die Strecke von Wennemen nach Finnentrop verbunden; eine Abzweigung führte von Wenholthausen nach Fredeburg, wo bereits seit 1889 ein Anschluss nach Altenhundem vorhanden war.
1914 konnte man von Brilon Wald durchs Waldeckische Upland nach Korbach und von Altenhundem nach Birkelbach bei Erndtebrück fahren.
Außerdem führten Stichbahnen seit 1912 im Hönnetal von Menden über Balve nach Neuenrade (Hönnetal-Bahn) und seit 1915 von Plettenberg nach Herscheid. Die Strecke Meinerzhagen–Krummenerl entstand erst 1927 unter der Regie der Deutschen Reichsbahn.

## Privat- und Kleinbahnen
Trotz der Bestrebungen der Preußischen Staatsbahn, ihr Netz durch den Erwerb von Privatbahn-Gesellschaften zu vergrößern und zu vereinheitlichen, blieb kleineren Unternehmungen auch in den folgenden Jahren die Chance eröffnet, ihre Selbstständigkeit zu bewahren.
Von der parallel zu der uralten Handelsstraße des Hellwegs nördlich des Sauerlandes im Jahr 1850 durch die Preußische Staatsbahn in Betrieb genommenen Bahnlinie Hamm–Soest–Lippstadt–Paderborn führte seit 1883 die „Warstein-Lippstadter Eisenbahn-Gesellschaft“ ins Bergland hinein. Nach der Umbenennung in Westfälische Landes-Eisenbahn AG kam in den Jahren 1898/99 die Strecke Brilon Stadt–Soest hinzu, die sich in Belecke mit der Warsteiner Bahn kreuzte.
Die Kreis Altenaer Schmalspur-Eisenbahn (KAS) eröffnete 1887 von der Ruhr-Sieg-Strecke aus zwei Schmalspurbahnen nach Lüdenscheid, die „Rahmedetalbahn“ von Altena und die „Versetalbahn“ von Werdohl, deren letztes Stück ab Augustenthal erst 1905 vollendet wurde. Im Jahr 1888 nahm die KAS auch die „Hälvertalbahn“ Halver–Schalksmühle in Betrieb.
Eine weitere Verdichtung des Eisenbahnnetzes brachte das Preußische Kleinbahngesetz von 1892, das den Bau von Klein- und Straßenbahnen erheblich vereinfachte und verbilligte:

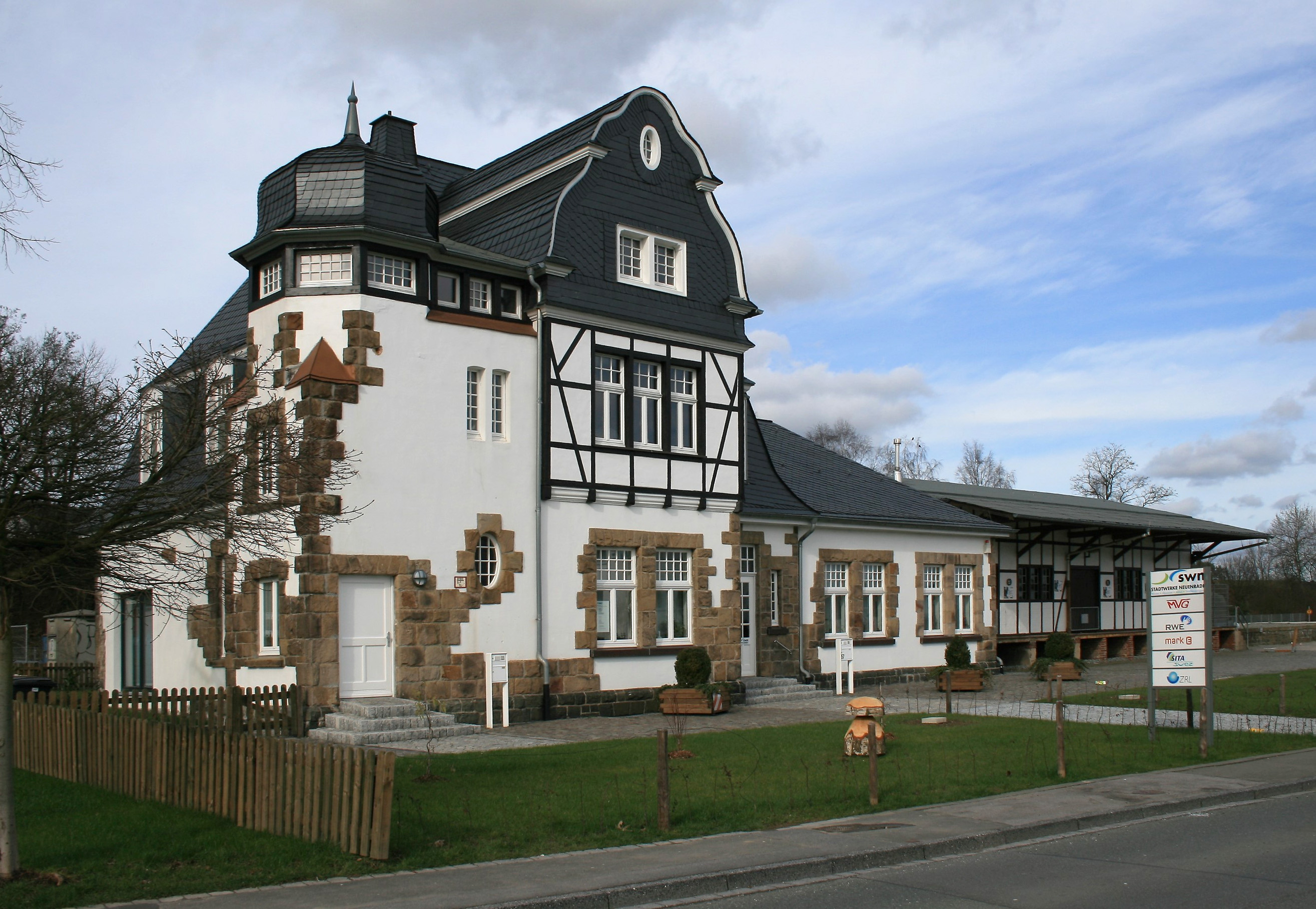
Bahnhof Neuenrade

Die seinerzeit noch selbständige Stadt Neheim wurde Bahnknotenpunkt (Bahnhofsname: Neheim-Hüsten), als die Ruhr-Lippe-Kleinbahnen 1898 von hier eine Schmalspurbahn nach Soest mit einer Abzweigung (1908) zum Möhnesee und 1907 eine dreischienige Linie parallel zur Hauptbahn im Ruhrtal nach Arnsberg Jägerbrücke in Betrieb nahmen. Später wurden die Strecken auf die Normalspur umgespurt; die verbliebenen Abschnitte gehören heute zur Regionalverkehr Ruhr-Lippe GmbH (RLG). 
Als dritte von Neheim über Hüsten ausgehende Kleinbahnstrecke wurde im Jahr 1900 durch die Westdeutsche Eisenbahn-Gesellschaft die Kleinbahn Neheim-Hüsten–Sundern nach Sundern eröffnet.
Im Osten der Winterberger Hochfläche führte ab 1902 als weitere Schmalspurbahn die Kleinbahn Steinhelle–Medebach von Steinhelle zur Stadt Medebach. Bemerkenswert waren die zwei Spitzkehren, mit deren Hilfe die Höhendifferenz von mehr als 300 m überwunden wurde.
Den Anschluss der Stadt Plettenberg mit vielen Industriebetrieben an den Staatsbahnhof im Lennetal besorgte ab 1896 die meterspurige Plettenberger Straßenbahn, die 1902/03 noch Zweiglinien in die Seitentäler folgen ließ; jedoch wurde die Bahn auch in späteren Jahren nicht elektrifiziert.
In Stadt und Kreis Iserlohn entstand zwischen 1901 und 1927 ein ausgedehntes Netz elektrischer Klein- und Straßenbahnen, das auch die Städte Altena, Hemer und Hohenlimburg berührte. Bauherr und Betreiber war die Westfälische Kleinbahnen AG, die sich ab 1942, nachdem der Kreis Iserlohn mehr als 50 % des Kapitals übernommen hatte, Iserlohner Kreisbahn AG nannte.
Bis zum Ersten Weltkrieg gab es konkrete Pläne zum Bau weiterer Strecken bzw. Streckenverlängerungen im Sauerland. So gab es Planungen für Strecken von Sundern–Allendorf–Finnentrop, Garbeck–Allendorf–Finnentrop und Balve–Sanssouci–Allendorf–Sundern–Kückelheim.

## Stilllegungen
In den Jahren nach der Währungsreform von 1948 begannen sowohl die Deutsche Bundesbahn als auch die Privatbahn-Gesellschaften, zunächst den Personenverkehr auf den Nebenstrecken auszudünnen und schließlich durch Omnibuslinien zu ersetzen. Auch der vielfach noch bestehende Güterverkehr wurde nach und nach ein Opfer der Rationalisierungsbemühungen. So wurde mehr als die Hälfte des Schienennetzes überflüssig und abgebaut. Nur auf wenigen Strecken verkehren heute noch ausschließlich Güterzüge. Am 11. Dezember 2011 wurde die Nebenstrecke von Brilon Wald zum Bahnhof Brilon Stadt wieder für den Personenverkehr geöffnet. Von 1981 bis 2011 war die Strecke bis Brilon-Nehden nur sporadisch für den Güterverkehr genutzt worden.
So existiert heute nur noch ein Grundnetz. Die Feinverteilung im ÖPNV in der Fläche des ländlichen Raumes obliegt in weiten Teilen dem Regionalbusverkehr.